# Górka (Bednary)
Górka – część wsi Bednary w Polsce położona w województwie łódzkim, w powiecie łowickim, w gminie Nieborów.
W latach 1975–1998 Górka administracyjnie należała do województwa skierniewickiego.